# Bomarea

Bomarea Mirb.  es un género de plantas tuberosas de la familia Alstroemeriaceae. Comprende unas 70 especies nativas de regiones tropicales y andinas de América. 

## Descripción
Son plantas generalmente sarmentosas o trepadoras que pueden llegar hasta los 3 m de altura. Las hojas son alternas, oblongas u oblogo-lanceoladas. Las flores son actinomorfas o ligeramente cigomorfas, hermafroditas. El perigonio está compuesto or 6 tépalos libres, siendo los internos más largos que los externos. Los estambres, en número de 6, son más cortos que los tépalos. El ovario es ínfero, trilocular, el estigma es trífido. Las flores son usualmente de tono anaranjado, amarillo o rojo y se disponen en umbelas simples o compuestas. El fruto es una cápsula. El número cromosómico básico es x=9. Las especies de Bomarea florecen en general en verano u otoño. Por sus atractivas flores tienen un enorme potencial como ornamentales. 

## Taxonomía
El género fue descrito por Charles-François Brisseau de Mirbel, y publicado en Histoire Naturelle des Végétaux, Classés par Familles 9: 71. 1802. La especie tipo es: Bomarea ovata (Cav.) Mirb. 
Etimología
Bomarea: nombre genérico que está dedicado al farmacéutico francés Jacques-Christophe Valmont de Bomare (1731-1807), que visitó diversos países de Europa y es autor de “Dictionnaire d’ histoire naturelle” en 12 volúmenes (desde 1768). 
El género monotípico Leontochir con una sola especie, Leontochir ovallei, ha sido transferido al género Bomarea como Bomarea ovallei (Phil.) Ravenna en el año 2000.

## Especies seleccionadas
- Hojas de Bomarea sp.Bomarea angustipetala Baker
- Bomarea brachypus Kraenzl.
- Bomarea bracteolata Gereau

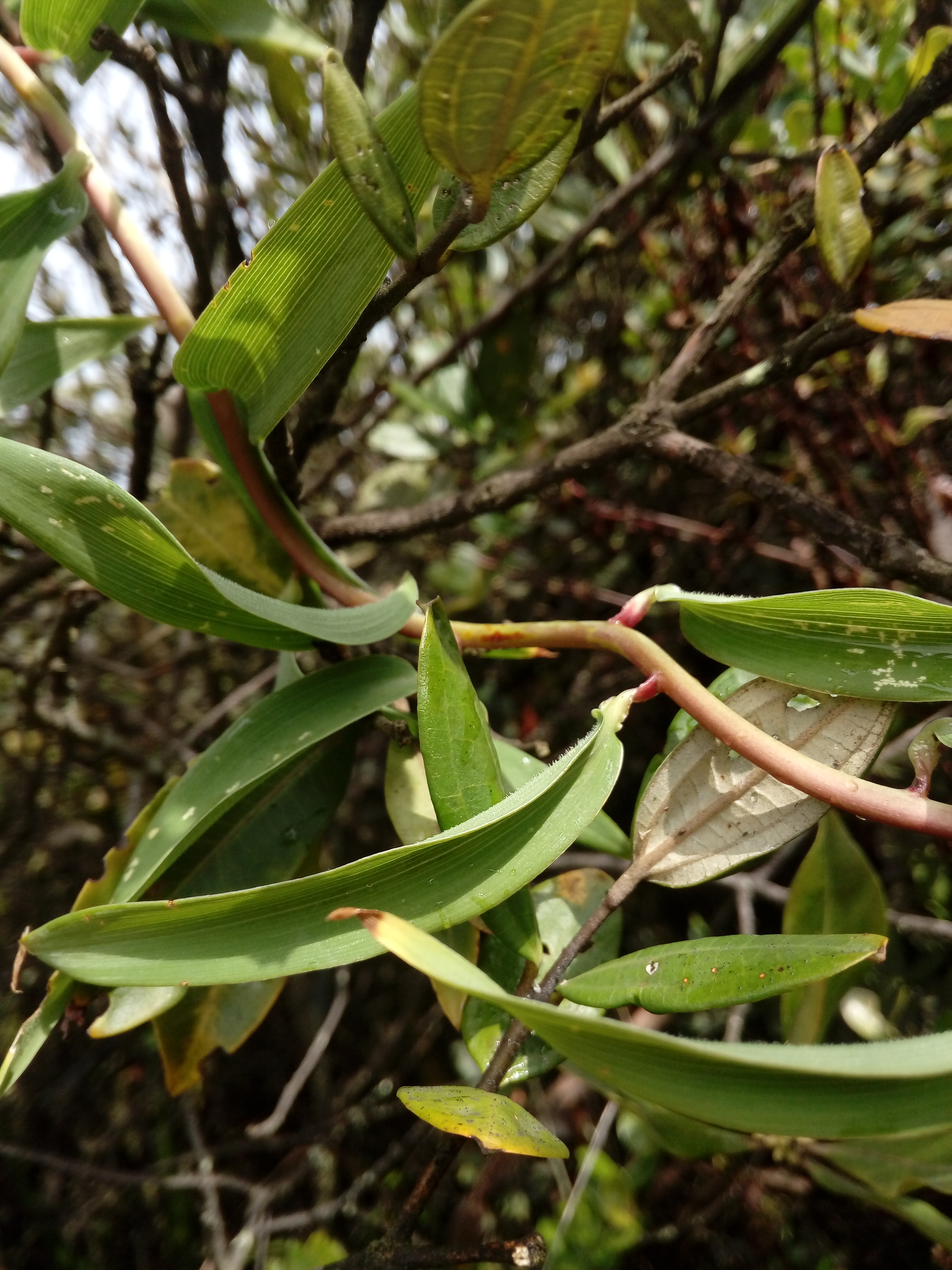
Hojas de Bomarea sp.

- Bomarea caldasii (Kunth) Asch. & Graebn.
- Bomarea chaparensis Hofreiter
- Bomarea coccinea (Ruiz & Pav.) Baker - Copihue del Perú[4]
- Bomarea edulis (Tussac) Herb. - Zarcilla de Cuba[4]
- Bomarea floribunda Herb.
- Bomarea hieronymi Pax
- Bomarea holtonii Hochr.
- Bomarea multiflora (L.f.) Mirb. - Tetona pecosa de Nueva Granada[4]
- Bomarea ovallei (Phil.)Ravenna
- Bomarea rosea Herb.
- Bomarea salsilla (L.) Mirb. - Salsilla de Lima, zarcilla de Lima[4]
- Bomarea sanguínea Kraenzl.